# Läkning
| Läkning |
| --- |
| Läkning efter ett svårt skrubbsår; den högra bilden är tagen ett år senare. - Betydelse – återbildning av skadad vävnad - Andra betydelser – botande av psykiska problem eller drogberoende - Bakgrund – i svensk skrift sedan 1526 |

Läkning är en fysiologisk process som innebär återbildning av skadad vävnad. Ordet har en snarlik mening som begreppet helande. Begreppet kan även användas vid psykiska problem och i samband med botande av ett drogberoende (då ofta som självläkning).

## Olika betydelser och funktioner

### Läkning av fysisk skada
En läkning av en kroppsskada kan ske på två olika sätt. Antingen sker det genom regeneration, vilket innebär att kroppen ersätter de skadade cellerna med nya celler som bildar en vävnad som liknar den ursprungliga. Alternativt kan kroppen reparera skadan genom en ärrbildning som fungerar som men är olik den skadade vävnaden.

### Psykisk läkning
Även inom psykologin talas om läkning av neurotiska eller psykotiska problem. Denna läkning innebär att patienten tillfrisknar såpass att hen kan leva ett någorlunda normalt och symptomfritt liv.
Även i samband med återgången till ett symptomfritt liv efter en psykisk chock talas om läkning.

## Andra betydelser
Begreppet självläkning används i samband med alkohol- eller narkotikaberoende. De flesta som tar sig ur ett sådant beroende gör det genom självläkning, det vill säga utan professionell eller organiserad behandling utifrån.

## Etymologi
Läkning är en avledning av verbet läka, som även kan syfta på någons (exempelvis en läkares) läkande av en skada eller sjukdom. Denna senare betydelse finns i svensk skrift sedan 1526 och den dåtida bibelöversättningen. Den intransitiva betydelsen av att något läker sig (självt) finns i skrift sedan 1532.